# Divisione No. 18 (Alberta)
La Divisione No. 18 è una divisione censuaria dell'Alberta, Canada di 14.322 abitanti, che ha come capoluogo Grande Cache.

## Comunità
- Town
  - Fox Creek
  - Grande Cache
  - Valleyview
- Frazioni
  - Calais
  - Debolt
  - Sturgeon Lake
- Distretti Municipali
  - Greenview No. 16
- Riserve
  - Sturgeon Lake 154
  - Sturgeon Lake 154A